# Акмарал
Акмара́л (каз. Ақмарал) — село у складі Катон-Карагайського району Східноказахстанської області Казахстану. Входить до складу Аккайнарського сільського округу.
Населення — 107 осіб (2021; 228 у 2009, 281 у 1999, 290 у 1989).
Національний склад станом на 1989 рік:
- казахи — 100 %

До 1998 року село називалося Паркове, у радянські часи мав також назву Оленепарк.